# Mansa (Zambia)
Mansa er hovedstaden i Luapulaprovinsen i Zambia, og hovedkvarteret for Mansa-distriktet. Den har fået sit navn fra den lokale Chief Mansa og den lille Mansa-flod, der løber  mod vest til floden Luapula. Under britisk styre fik byen navnet Fort Rosebery.

## Geografi
Mansa administrative og kommercielle funktioner ligger i en provins med smukke floder, vandfald, søer og vådområder, og ligger  på et relativt karakterløst plateau mellem Luapulafloden mod vest og Bangweulusøen mod øst. Den er forbundet med Congo Pedicle-vejen (og i sidste ende Copperbeltprovinsen) i syd og til Luwingu og Kasama mod nordøst af M3-vejen. Den er også forbundet med Kawambwa i nord af M13-vejen. Den er også forbundet med Samfya i øst af D94-vejen. Den er også forbundet til Mwense i nord via D81-vejen.